# Gmina zbiorowa Sibbesse
Gmina zbiorowa Sibbesse (niem. Samtgemeinde Sibbesse) – dawna gmina zbiorowa położona w niemieckim kraju związkowym Dolna Saksonia, w powiecie Hildesheim. Siedziba gminy zbiorowej znajdowała się w miejscowości Sibbesse. 1 listopada 2016 gmina zbiorowa została rozwiązana, a cztery gminy zostały przyłączone do gminy Sibbesse stając się jej dzielnicami.

## Podział administracyjny
Do gminy zbiorowej Sibbesse należało pięć gmin:
1. Adenstedt
2. Almstedt
3. Eberholzen
4. Sibbesse
5. Westfeld